# 六華のささやき
『六華のささやき』（ゆきのささやき）は、福原ふみよによる日本の漫画作品。

## 概要
『なかよし』（講談社）において、1990年に連載された。

## 書誌情報
福原ふみよ 『六華のささやき』 講談社〈講談社コミックスなかよし〉、全1巻
- 1巻、1990年6月6日発行、ISBN 4-06-178663-6